# 찰리 윌슨의 전쟁
찰리 윌슨의 전쟁(Charlie Wilson's War)은 2007년 개봉한 미국의 전기 드라마 영화이다. 찰리 윌슨 미국 하원의원과 CIA 요원 거스트 아브라코토스의 이야기를 바탕으로 한 2007년 미국 전기 코미디 드라마 영화로, 이들의 노력으로 소련-아프가니스탄 전쟁 중 아프가니스탄 무자헤딘을 조직하고 지원하는 프로그램인 사이클론 작전이 탄생했다. 톰 행크스, 줄리아 로버츠, 필립 세이모어 호프만이 주연을 맡았으며 에이미 아담스와 네드 비티가 조연을 맡았다. 이 영화는 제65회 골든 글로브 시상식에서 뮤지컬 또는 코미디 부문 최우수 영화를 포함해 5개 부문 후보에 올랐고, 호프만은 제80회 아카데미 시상식에서 남우조연상 후보에 올랐다.

## 줄거리
1980년대, 파티를 즐기며 화려한 생활을 하던 미국 하원의원 찰리 윌슨은 코카인 사용 의혹으로 연방 수사까지 받지만 무혐의로 풀려난다. 이후 그는 사교계 명사이자 정치 활동가인 조앤 헤링을 통해 아프가니스탄의 현실을 접하고, 소련의 침공에 맞서 싸우는 아프간 난민들의 참혹한 상황에 충격을 받는다. 
귀국 후 찰리는 CIA의 냉담한 태도에 실망하고, 소련에 대항하기 위해 아프간 무자헤딘을 지원하는 데 적극적으로 나선다. 그는 CIA 요원 거스트 아브라코토스와 함께 소련의 강력한 공격 헬기를 무력화할 수 있는 전략을 모색한다. 
찰리는 정치적 수완을 발휘해 무자헤딘 지원 자금을 대폭 늘리고, 거스트는 이를 바탕으로 스팅어 미사일과 같은 무기를 공급하는 정교한 계획을 세운다. 이 과정에서 이스라엘과 이집트로부터 소련제 무기를 조달하고, 파키스탄을 통해 무기를 전달하는 등 다양한 국가의 협력을 이끌어낸다. 찰리의 노력으로 CIA의 대공산주의 예산은 급격히 증가하고, 이는 레이건 독트린의 주요 부분이 된다.
거스트는 소련 철수 이후 아프가니스탄에 대한 지원이 필요하다고 찰리에게 강조하지만, 정부는 찰리가 제안하는 소규모 지원에도 미온적인 태도를 보인다. 결국 찰리는 비밀 작전 지원에 대한 공로를 인정받지만, 그의 노력이 미래에 불러올 파장과 미국이 아프가니스탄에서 철수할 경우 발생할 문제점을 우려하며 불안감을 느낀다. 영화는 찰리와 거스트의 우려대로 아프가니스탄이 혼란에 빠지고, 9.11 테러의 암시를 보여주며 마무리된다.

## 출연

### 주연
- 톰 행크스
- 줄리아 로버츠
- 필립 세이모어 호프만
- 에이미 아담스
- 네드 비티
- 에밀리 블런트
- 옴 푸리
- 켄 스탓
- 존 슬래터리
- 데니스 오헤어
- 쥬드 테일러

### 조연
- 피터 게러티
- 쉬리 애플비
- 브라이언 마킨슨
- 레이첼 니콜스

## 기타
- 원작자: 조지 크릴
- 공동제작: 마이클 헤일리
- 미술: 빅터 켐스터
- 시각효과: 리처드 에드런드
- 의상: 알버트 울스키
- Ass-PD: 매리 베일리
- 배역: 엘렌 루이스